# Validazione (industria farmaceutica)
Nell'industria farmaceutica la validazione o convalida è una serie di attività che l'officina produttiva deve eseguire allo scopo di dimostrare la ripetibilità di un qualsiasi processo utilizzato nella produzione di farmaci ad uso umano o veterinario. La ripetibilità è altresì correlata alla capacità del processo di rendere un prodotto che sia conforme alle specifiche di riferimento i cui limiti sono stati dichiarati ai Ministeri della Salute dei paesi a cui è destinato il farmaco. Lo scopo della validazione è quindi di dimostrare che un determinato processo o sottoprocesso sia ripetibile fornendo un prodotto le cui caratteristiche soddisfano le specifiche definite.

La Convalida è una delle attività inserite nelle norme di buona fabbricazione (NBF anche conosciute come GMP dall'inglese Good Manufacturing Practice ) a cui il settore produttivo farmaceutico deve riferirsi per approntare un sistema di qualità efficace.

Da notare che la buona riuscita delle attività correlate alla convalida (e la corretta documentazione delle stesse) è "vincolante" per l'approvazione del farmaco presso i Ministeri della Salute, e quindi per il rilascio sul mercato dei lotti di prodotto.

## Definizione Accettata
Le norme internazionali del settore farmaceutico, sembrano convergere sulla seguente definizione di convalida:

"Fornire un'evidenza documentata garantendo, con un alto grado di sicurezza, che uno specifico processo (o sottoprocesso) sia in grado di rendere in maniera ripetibile un prodotto conforme alle specifiche registrate ed agli standard di qualità predeterminati a priori"

## Tipologie di validazione
Partendo dal presupposto che qualsiasi attività effettuata all'interno dell'officina farmaceutica che abbia impatto sulle specifiche registrate del prodotto (titolo del principio attivo o degli eccipienti, livello delle impurezze, caratteristiche chimico-fisiche ecc.) debba risultare oltre che ripetibile anche priva da "errori sistematici legati al processo", la validazione dovrà essere eseguita su ciascun processo o sottoprocesso legato alla produzione ed al successivo rilascio di un farmaco sul mercato. Si parla quindi di:
- Validazione del processo: convalida del processo di produzione, dal primo passaggio di manifattura allo stoccaggio finale;
- Validazione degli apparati: convalida degli apparati utilizzati per la produzione del farmaco, dalla manifattura al confezionamento (ad esempio miscelatori, mulini, blisteratrici, astucciatrici ecc.);
- Validazione degli impianti: convalida degli impianti a servizio della produzione (HVAC, sistema aria compressa, sistema di acqua purificata ecc.);
- Validazione dei sistemi informatici: convalida dei sistemi informativi di supporto alla produzione ed alla garanzia di qualità con impatto sulla qualità del prodotto (sistemi ERP, LIMS, MES, PLM ecc.);
- Validazione dei metodi di pulizia: convalida dei metodi di pulizia degli apparati utilizzati per la produzione dei farmaci;
- Validazione dei metodi analitici: convalida dei metodi di analisi chimica e fisica eseguiti sui farmaci.

## Riferimenti normativi e linee guida
- Farmacopea Ufficiale Europea 5º edizione 2005. Monografia: sostanze per uso farmaceutico
- EU GMP Vol. IV  – Guide to Good Manufacturing Practice for Medicinal Products
- EU GMP Vol.IV Annex 15[collegamento interrotto] – Qualification and Validation
- Directive 75/319/EEC - obligations of pharmaceutical products for human use
- ISPE - Good Automated Manufacturing Practice (GAMP) Guide Version 5, 2008
- PIC/S Recommendations on Validation Master Plan, Installation and Operational Qualification, etc.), Document PI 006-1
- US 21 CFR Part 210 & 211 - cGMP for finished pharmaceuticals
- ISPE Pharmaceutical Engineering Guides: Commissioning & Qualification